# 睦边青冈
睦边青冈（学名：Cyclobalanopsis pachyloma var. mubianensis）为壳斗科青冈属下的一个变种。